# Vite dei più insigni poeti inglesi
Vite dei più insigni poeti inglesi (1779–81) è un'opera di Samuel Johnson, composta da brevi biografie e valutazioni critiche di 52 poeti, molti dei quali vissuti durante il XVIII secolo. L'opera è organizzata, approssimativamente, per data di morte.
Sei delle Vite sono state individuate come le più "importanti": John Milton, John Dryden, Alexander Pope, Joseph Addison, Jonathan Swift, e Thomas Gray. Una delle Vite, quella di Richard Savage, era già stata pubblicata nel 1744 con il titolo di Vita di Richard Savage.

## Contesto
Nel 1740, Johnson iniziò a scrivere le "vite", o singole biografie. Le prime "vite" scritte furono quelle di Jean-Philippe Baratier, Robert Blake e Francis Drake. Nel 1744, scrisse la Vita di Richard Savage, in onore del suo amico, il poeta e drammaturgo Richard Savage.
Nel 1773, alcuni editori di Edimburgo cominciarono a pubblicare le opere complete di vari poeti Inglesi. Al fine di competere con questo progetto, gli editori Tom Davies, William Strahan e Thomas Cadell chiesero a Johnson di dar vita a questa ultima grande opera, le Vite dei poeti inglesi. Johnsoin si mise all'opera e, il 3 maggio 1777, scrisse a Boswell che era impegnato nella preparazione di "brevi biogravie" e "brevi Prefazioni ad una breve edizione dei Poeti Inglesi". Per il suo lavoro, Johnson chiese 200 ghinee, una cifra nettamente inferiore a quanto avrebbe potuto pretendere.
Comunque, l'opera originale era prevista come i primi dieci volumi dei complessivi sessanta programmati. I volumi originariamente erano intitolati Prefaces, Biographical and Critical to the Works of the English Poets. Dopo la pubblicazione dei volumi I-IV avvenuta nel 1779 e quella dei volumi V-X del 1781, gli editori decisero di ristamparli con il titolo The Lives of the English Poets, o Lives of the Poets, e venderli singolarmente.

## L'opera
Le Vite dei poeti, che erano dei saggi al contempo critici e biografici, si presentavano come prefazioni ad opere scelte di ciascun poeta ed erano molto più ampie di quanto originalmente previsto. In un annuncio presentante l'opera, Johnson si giustificava in tal modo, "il mio intento era solo di assegnare ad ogni poeta un certo grado di divulgazione, come quanto troviamo nel Miscellanee francesi, contenenti alcune date e una impostazione di carattere generale." Comunque, Johnson non si limitò ad un'arida serie di date e fatti, bensì creò una serie di Vite con, secondo quanto detto nella Prefazione della edizione del 1783, "l'onesta intenzione di procurare piacere".

## Valutazioni
Greg Clingham descrive le Vite così, "Gli argomenti di critica trattati nelle Vite si presentano come una lista della maggior parte delle questioni di storia della letteratura durante il periodo 1600-1781" unitamente ad "altrettanto importanti argomenti storici, biografici e filosofici."

### Points de repère
Matthew Arnold, nella sua opera Six Chief Lives from Johnson's "Lives of the Poets", considerò le Vite di John Milton, John Dryden, Alexander Pope, Joseph Addison, Jonathan Swift e Thomas Gray come "points de repère" ovvero ""punti fermi alla pari di tanti punti di riferimento in natura, ritornando ai quali possiamo sempre ritrovare la strada di nuovo." Questa scelta fra le Vite servì ad Arnold come modello "ideale di istruzione liberale." In sostanza, queste sei Vite rappresentavano "un decisivo secolo e mezzo della letteratura inglese". Per Arnold, l'intera opera, focalizzando queste sei vite, formava un "compendio storico di una intera epoca importante nella letteratura inglese, raccontato da un grande uomo e scritto in modo da essere esso stesso un pezzo di letteratura inglese di prim'ordine."

## Elenco delleVite
I poeti inclusi nell'opera:
- Abraham Cowley
- Sir John Denham
- John Milton
- Samuel Butler (Hudibras)
- John Wilmot, Earl of Rochester
- Wentworth Dillon, Earl of Roscommon
- Thomas Otway
- Edmund Waller
- John Pomfret
- Charles Sackville, Earl of Dorset
- George Stepney
- John Philips
- William Walsh
- John Dryden
- Edmund Smith
- Richard Duke
- William King
- Thomas Sprat

- Charles Montague, Earl of Halifax
- Thomas Parnell
- Samuel Garth
- Nicholas Rowe
- Joseph Addison
- John Hughes
- John Sheffield, Duke of Buckingham
- Matthew Prior
- William Congreve
- Sir Richard Blackmore
- Elijah Fenton
- John Gay
- George Granville, Lord Lansdown
- Thomas Yalden
- Thomas Tickell
- James Hammond
- William Somervile

- Richard Savage
- Jonathan Swift
- William Broome
- Alexander Pope
- Christopher Pitt
- James Thomson
- Isaac Watts
- Ambrose Philips
- Gilbert West
- William Collins
- John Dyer
- William Shenstone
- Edward Young
- David Mallet
- Mark Akenside
- Thomas Gray
- George Lord Lyttelton